# Yariv Levin
Yariv Gideon Levin (în ebraică: יָרִיב גִּדְעוֹן לֵוִין, născut la 22 iunie 1969 la Ierusalim) este un om politic și avocat israelian, viceprim-ministrul și ministrul de justiție al Israelului din 29 decembrie 2022, în trecut a fost președintele Knessetului, parlamentul Israelului,  între 17 mai 2020- 13 iunie 2021 și în mod temporar înte 13-29 decembrie 2022.În 2020 Levin l-a înlocuit în funcție pe Beni Gantz, care a preluat funcțiile de prim-ministru de alternanță și ministru al apărării. În decembrie 2022 a fost ales președinte temporar al parlamentului în zilele negocierilor pentru formarea noului guvern Netanyahu, în urma victoriei coaliției de dreapta în alegerile parlamentare din 1 noiembrie 2022. Deputat în Knesset din partea partidului conservator Likud, Levin a îndeplinit în trecut funcțiile de ministru al securității interne, ministru al turismului și ministru al integrării imigranților, președinte al comisiei Knessetului pentru afaceri externe și apărare. 

## Biografie

### Copilărie și tinerețe
Yariv Levin s-a născut în anul 1969 în cartierul Katamon din Ierusalim. Mama sa Gail, născută Kaplan, a fost șefa secției Asia-Africa la Biblioteca Națională, membră activă a Mișcării de dreapta Herut. Tatăl său, Arie Levin, a fost profesor de lingvistică la Universitatea Ebraică din Ierusalim, laureat al Premiului de stat Israel, în trecut membru al partidului social-democrat Mapai. Bunicii săi materni au fost Michael și Katy Kaplan, membri în mișcarea naționalistă evreiască Etzel (Irgun)  care a acționat în ultimii ani ai mandatului britanic în Palestina. Un unchi al mamei, Eliyahu Lankin, a fost comandantul vaporului „Altalena” și ,mai apoi, deputat în primul Knesset din partea Mișcării Herut. Nașul lui Yariv Levin la ceremonia de circumcizie a fost Menachem Beghin, fostul comandant al Etzel și liderul Mișcării Herut și ulterior, prim ministru al Israelului.
Levin a învățat la liceul Boyar din Ierusalim, apoi a servit în armată într-o unitate a Serviciului militar de informații, ca traducător din limba arabă și instructor de arabă. A studiat apoi dreptul la Universitatea Ebraică, obținând licența, și a lucrat ca avocat în domeniul civil și comercial. 
În anul 1995 a redactat un dicționar de termeni economici ebraic-arab-englez, care a fost premiat cu premiul Milá basèla al departamentului de informații al armatei israeliene pentru merite în domeniul traducerii. Dicționarul a apărut într-o nouă ediție în 2010.

### Activitatea politică
Levin a fost în trecut purtător de cuvânt și vicepreședinte al celulei partidului Likud în Organizatia studenților de la Universitatea Ebraică, apoi fondator și șef al filialei Likud din orașul Modiyin (2003). S-a aflat între fruntașii opoziției în Likud față de hotărârea guvernului Ariel Sharon de dezangajare unilaterală a Israelului din Fâșia Gaza și de evacuare a așezărilor agricole create de evrei israelieni începând din 1967 în acest teritoriu.
În anul 2006 liderul partidului său, Binyamin Netanyahu l-a numit pe Levin în fruntea comitetului de supraveghere a autorității guvernamentale, pentru a coordona activitățile de opoziție ale Likudului  împotriva guvernului și a primului ministru Ehud Olmert. Levin a înaintat o moțiune Curții Supreme împotriva premierului Olmert, ceea a dus la numirea unui ministru al asistenței sociale după o lungă perioadă în care acest oficiu era vacant.   
Levin a participat și la înființarea fracțiunii Tinerilor Avocați care a participat în 1999 la alegerile în Baroul Avocaților din Israel. A înaintat în ierarhia Baroului pe țară și la Ierusalim, fiind în cele din urmă vicepreședinte al Baroului pe țară (2003-2005), și șef al comitetului pentru avocații salariați din Barou.  A luat parte la organizarea sondajelor examinând comportarea judecătorilor în tribunale, a promovat reforme în etica avocațială.  

#### În parlament
Ales fiind în 2009 ca deputat din partea Likudului în al 18-lea Knesset, a fost ales președintele Comisiei parlamentare pentru treburile Knessetului și a condus punerea la punct a unui nou regulament al Knessetului. De asemenea a făcut parte din Comisia de selectare a candidaților pentru funcția de Consilier Juridic al guvernului, care în Israel, are o foarte mare influență. În  iulie 2011 Levin a fost numit președintele asociației parlamentare de prietenie cu Sierra Leone, mai târziu a condus asociația parlamentară de prietenie cu Panama. 
În noiembrie 2010 ca președinte al comisiei comune a comisiilor parlamentare pentru Knesset și pentru constituție, lege și justiție, Levin a condus la crearea mecanismului de organizare a unui plebiscit în caz de renunțare la un teritoriu aparținând în mod suveran Israelului. 
S-a distins ca unul din cei mai prolifici parlamentari, prezentând 129 proiecte de lege, din care 40 au fost aprobate de al 18-lea Knesset. Între altele s-a aprobat suspendarea pensiei și privilegiilor fostului deputat Azami Bishara, implicat în acțiuni contra statului și refugiat în Qatar, legea  asistenței judiciare pentru persoane în nevoie, permițând îmbunătățirea reprezentării corespunzătoare în justiție a persoanelor fără resurse, legea care obligă companiile de transport în comun să confere publicului informații utile și necesare la nivel de țară și instalarea de tăblițe electronice cu orarul curent al autobuzelor în stații.  
După alegerile din 2014 Levin a devenit președintele coaliției parlamentare și a fracțiunii parlamentare Likud-Israel Beitenu.
A devenit prin rotație cu deputatul Zeev Elkin președintele comisiei parlamentare pentru bugetul apărării, apoi președintele Comisiei parlamentare pentru afaceri externe și apărare.  
În al 18-lea Knesset Levin a inițiat 38 legi, între care legea fundamentală a plebiscitului (convocat obligatoriu în cazul semnării unui acord prin care se cedează teritorii) și un amendament la Legea fundamentală: Președintele Statului (propus de Levin împreună cu Ayelet Shaked din partidul Habayit Hayehudi), prin care se interzice eliberarea din închisoare a ucigașilor, aceasta pentru a împiedica în viitor punerea în libertate a unor teroriști ucigași în schimbul unor ostatici israelieni răpiți de grupări teroriste. 
Tot împreună cu Ayelet Shaked a inițiat Legea fundamentală: Israel - stat național al poporului evreu care a stabilit caracterul statului Israel ca stat național al națiunii evreiești și ca stat evreiesc și democratic. Între altele, noua lege a înlocuit poziția limbii arabe ca a doua limbă oficială a Israelului cu cea de limbă cu statut special. Prevederile legii au provocat polemici numeroase în cadrul coaliției și proteste în opinia publică,inclusiv în rândurile minorității arabe și ale druzilor. În legătură cu această lege, cunoscută ca "Legea națiunii" Levin a afirmat că ea „este o lege retro, ea nu stabilește lucruri înnoitoare, ci ancorează principii de bază ale Statului Israel, care în primele zile de existență a statului erau așa de înțelese de la sine, încât până acum nu era necesară transpunerea lor în legislație”.
În februarie 2014 Levin a inițiat o lege prin care arabii creștini au fost recunoscuți ca minoritate națională legală distinctă în Israel.

#### Opinii politice
Deși se consideră laic, Levin a manifestat solidaritate cu punctul de vedere al rabinilor din iudaismul ortodox, și a exprimat opinii depreciative față de iudaismul reformat din Statele Unite, ca de pildă în contextul  ceremoniei de nuntă interconfesională din anul 2010 a fiicei lui Billy și Hilary Clinton, Chelsea, oficiată împreună de un pastor metodist și de un rabin reformat.
Levin se opune creării unui stat arab palestinian și crede în dreptul evreilor de a continua să locuiască în diverse părți ale Țării Israelului (mai precis - teritoriul fostei Palestine mandatare).
Levin se numără printre politicienii conservatori care  sunt foarte critici față de sistemul judiciar din Israel, mai ales Curtea Supremă și consilierii juridici ai guvernului și ministerelor, considerând că acestea reprezintă o mică elită dominatoare, nealeasă de popor, care încearcă să impună statului și parlamentului propriile valori și le împiedică îndeplinirea mandatului oferit de alegători.

### Ministru al turismului, al relațiilor cu Knessetul, al securității interne
După alegerile anticipate din 2015, Levin a fost numit în cabinete conduse de Binyamin Netanyahu în funcțiile de ministru al turismului (1915-1920), ministru  pentru relațiile dintre guvern și Knesset și reprezentant al primului ministru în comisia ministerială pentru legislație condusă de noua ministră a justiției, Ayelet Shaked. 
Pentru scurt timp a îndeplinit și funcția de ministru pentru securitatea internă și probleme strategice. (2018-2019).
Ca ministru al turismului a promovat dezvoltarea litoralului de sud al Marii Moarte. În timpul cadenței sale ca ministru al turismului Israelul numărul turiștilor străini care au vizitat Israelul a crescut cu 40% de la 2.8 milioane în anul 2015 la numărul record de 4.55 milioane în anul 2019. În anul 2019 venitul din turism extern al Israelului a ajuns la 23 miliarde shekeli.
Un timp foarte scurt în 2018 a preluat Levin și portofoliul integrării noilor imigranților.

### Președinte al Knessetului
După a treia rundă de alegeri din martie 2020 care a dus la formarea coaliției dintre partidele Likud, Kahol Lavan, Partidul Muncii și partidele ultrareligioase evreiești, la 17 mai 2020 liderul partidului Kahol Lavan, Beni Gantz care potrivit cu înțelegerea cu premierul Netanyahu fusese ales președinte al Knessetului, a demisionat din această funcție în favoarea lui Yariv Levin, pentru a prelua funcția de prim ministru altern și ministru al apărării. La 13 mai 2021 în urma formării noii coaliții de guvernământ conduse de Yair Lapid, a fost înlocuit de generalul de poliție în rezervă Miki Levi. Dupa victoria coaliției de dreapta conduse de Netanyahu în alegerile parlamentare din 1 noiembrie 2022, la 13 decembrie 2022 a fost ales președinte temporar al Knessetului.

### Ministru al justiției
În februarie 2023, intrat în noul guvern Netanyahu, de dreapta-extremă dreapta,în funcția pe care și-a dorit-o, de ministru al justiției, Yariv Levin, alături de deputatul Simha Rotman, noul președinte al Comisiei juridice a Knessetului din partea partidului Likud, a lansat, în Knesset, așa numitul „blitz de legiferări” destinate să limiteze controlul Curții Supreme,considerat de mulți ca excesiv, asupra activității guvernului și a Knessetului. Însă ritmul alert și amploarea schimbărilor propuse în modul de alegere a membrilor și a președintelui Curții Supreme și în atribuțiile ei și ale consilierilor juridici ai guvernului și ministerelor, au fost interpretate de opoziție și de susținătorii ei din cercuri largi ale publicului israelian, ca o tentativă de schimbare a regimului în sensul controlării nelimitate de către guvern a sistemului judiciar și ca o lezare în sens opus, a separării puterilor și a democrației. Aceasta a determinat declanșarea în Israel a unor demonstrații de protest de masă fără precedent în istoria țării care au continuat până în toamna anului 2023, când la 7 octombrie Israelul a fost surprins nepregătit de atacul sângeros „Potopul Al Aksa” lansat de Fâșia Gaza asupra a peste 20 de localități israeliene de graniță. Legiferarea reformei lui Levin și Rotman a fost înghețată pe timpul funcțiunii guvernului de uniune națională constituit pentru conducerea războiului („Operațiunea Săbiile de fier”)

## Viața personală
Yariv Levin este căsătorit cu If'at născută Shamai, fiica fostului deputat și lider sindical din partea partidului Likud, Yaakov Shamai. Perechea are trei copii și locuiește la Modiin. Levin vorbește ebraica, engleza și araba.